# 上西部大區
上西部大區（英語：Upper West Region）是加納的16個大區之一，位於該國西北部，首府瓦城，下分11縣，北面和西面是布基納法索，東臨東北大區，南接北部大區，面積18,476平方公里，2020年人口868,479人。